# Alexandrowsk-Sachalinski
Alexandrowsk-Sachalinski (russisch Алекса́ндровск-Сахали́нский) ist eine Stadt in der Oblast Sachalin (Russland) mit 8854 Einwohnern (Stand 1. Oktober 2021).

## Geographie
Die Stadt liegt im Westen der Insel Sachalin an der Küste des Tatarensunds zwischen Japanischem Meer und Ochotskischem Meer, etwa 550 km nördlich der Oblasthauptstadt Juschno-Sachalinsk.
Die Stadt Alexandrowsk-Sachalinski ist der Oblast direkt unterstellt und zugleich Verwaltungszentrum des gleichnamigen Rajons.
Alexandrowsk-Sachalinski ist an das feste Straßennetz der Insel angeschlossen; die nächstgelegene Eisenbahnstrecke führt in 60 Kilometer Entfernung durch Tymowskoje.

## Geschichte
Die Bucht, an der heute die Stadt Alexandrowsk-Sachalinski liegt, wurde erstmals während der Amurexpedition 1851–1855 unter Gennadi Newelskoi beschrieben und nach dem Zaren Alexander I. Alexanderbucht genannt. 1869 wurde eine Farm gegründet, aus der später das Dorf Alexandrowka entstand.
1881 wurde ein Militärposten eingerichtet, welcher ab 1884 als Alexandrowski post mit dem Heraustrennen Sachalins als selbständige territoriale Einheit aus der damaligen Oblast Primorje auch als Verwaltungszentrum der Insel diente. Bereits seit 1869 befand sich hier die Verwaltung des Verbannungsgebietes (Katorga) Sachalin und seit 1894 der Sitz des Militärgouverneurs der Insel. Nach der Übergabe des Südteils Sachalins an Japan gemäß dem Vertrag von Portsmouth war die Stadt ab 1909 Verwaltungszentrum des bei Russland verbliebenen Nordteils.
1917 wurde das Stadtrecht unter dem Namen Alexandrowsk verliehen, 1926 der Zusatz -Sachalinski zur Unterscheidung von anderen gleichnamigen Orten angefügt.
Von 1918 bis 1920 war die Stadt im Russischen Bürgerkrieg in der Hand der Truppen Admiral Koltschaks, danach bis 1925 von Japan besetzt.
Von 1932 bis 1947 war Alexandrowsk-Sachalinski Verwaltungszentrum der neu gegründeten Oblast Sachalin.

### Bevölkerungsentwicklung
| Jahr | Einwohner |
| ---- | --------- |
| 1897 | 3.860     |
| 1926 | 2.748     |
| 1939 | 24.905    |
| 1959 | 22.206    |
| 1970 | 20.342    |
| 1979 | 19.158    |
| 1989 | 19.166    |
| 2002 | 12.826    |
| 2010 | 10.613    |
| 2021 | 8.854     |

Anmerkung: Volkszählungsdaten

## Kultur und Sehenswürdigkeiten
In der Stadt sind eine Reihe von Gebäuden aus dem 19. Jahrhundert erhalten, sowohl hölzerne Wohnhäuser, als auch steinerne Verwaltungsgebäude, wie die Schatzmeisterei von 1880. Drei Kilometer entfernt ist ein Leuchtturm von 1864 erhalten.
In der Stadt befindet sich ein heute nach Anton Tschechow benanntes Heimatmuseum, welches ursprünglich bereits 1896 als erstes Museum der Insel eröffnet wurde. Angeschlossen ist seit 1990 das Literatur- und Historische Museum „Tschechow und Sachalin“ in dem Haus, in welchem der Schriftsteller 1890 während seiner Reise nach Sachalin wohnte. Unter dem Eindruck der Reise verfasste Tschechow den Reisebericht Die Insel Sachalin. Im Park des Museums steht ein Tschechow-Denkmal.

## Wirtschaft
Alexandrowsk-Sachalinski besitzt den ältesten und früher bedeutendsten Hafen der Insel Sachalin. Heute sind hier kleinere Schifffahrtsbetriebe ansässig, wie eine Reparaturwerft.
Nahe der Stadt wird im Schacht Mgatschi Steinkohle gefördert. In der Stadt sind Betriebe der Lebensmittel-, Fisch- und Holzwirtschaft ansässig.

## Söhne und Töchter der Stadt
- Dmitri Girew (1889–1932), Musher und Expeditionsteilnehmer
- Mitsutake Makita (1908–?), japanischer Skispringer
- Yoshitaki Hori (* 1933), japanischer Eisschnellläufer
- Tatjana Taran (1946–2007), Mathematikerin, Informatikerin und Hochschullehrerin
- Oleksandr Rjesanow (1948–2024), Handballer, Olympiasieger 1976